# Кошікі-1
Експериментальний розвідувальний літак Кошікі-1 (яп. 校式一型試作偵察機, Кошікі Ічіґато Шічіку Тейсацу кі) — японський прототип розвідувального біплана для Імперської армії Японії. Продовження серії швидкісних біпланів з тягловим гвинтом «Cейшікі», роботу над якою передали дослідницькому відділу при Льотній школі Токородзава.

## Історія
Попри невдачу з літаком Сейшікі-2 Тимчасова група з дослідження військових аеростатів й далі працювала над біпланами з тягловим гвинтом у вигляді проєкту «Сейшікі-3», але ще до досягнення якихось результатів, проєкт передали новоствореному дослідницькому відділу при Льотній школі Токородзава. Відповідно проєкт отримав назву «Кошікі» (яп. 校式) — «Літак Школи».
«Кошікі-1» багато в чому базувався на японському варіанті Навчальний літак H-3 і був завершений в 1921 році. Це був дерев'яний біплан з обшивкою з фанери і тканини, з фіксованим колісним шасі й відкритою двомісною кабіною.
Під час льотних випробувань літак зазнав помітних пошкоджень і цю розробку закинули на користь інших.
Дерев'яний гвинт цього літака зберігається в Авіаційно-космічному музеї в Ґіфу-Каміґахарі.

## Тактико-технічні характеристики
Дані з Japanese Aircraft 1910—1941

### Технічні характеристики
- Екіпаж: 2 особи
- Площа крил: 30,7 м²
- Маса спорядженого: 1000 кг.
- Навантаження на крило: 32,6 кг/м²
- Двигун: 6-циліндровий Hall-Scott водяного охолодження
- Потужність: 150—165 к.с. к. с.
- Гвинт: Дволопатевий дерев'яний гвинт Regy
- Питома потужність: 6,1 кг/к.с.

### Льотні характеристики
- Максимальна швидкість: 160 км/год
- Швидкість набору висоти 2000 м: 12 хвилин
- Практична висота: 3700 м